# Tren del Sur
Este artículo trata sobre el proyecto del Tren del Sur sudamericano. Para el proyecto del Tren del Sur de Tenerife, véase Tren del Sur (Tenerife).
El Tren del Sur fue un proyecto ferroviario presentado por el presidente de Venezuela, Hugo Chávez, y la presidenta de Argentina, Cristina Fernández de Kirchner, el 20 de agosto de 2008 en el marco de las Jornadas de integración productiva entre las Repúblicas de Venezuela y Argentina.

## Proyecto
El Proyecto, en principio, plantea unir Caracas con Buenos Aires teniendo diversas paradas en Brasil. También se contempla unir todas las capitales de la UNASUR. 

## Especificaciones técnicas y económicas
La iniciativa demandaría US$ 9.000 millones. Se trabajaría en conjunto con la empresa ferroviaria binacional estatal recientemente creada argentina-venezolana, Inferlasa.
En principio se plantea utilizar tramos ferroviarios ya existentes, principalmente en Argentina. Los funcionarios dicen que ya hay 2400 km de vía disponible para aprovechar: Buenos Aires - Santa Cruz de la Sierra (Bolivia). Y barajan dos opciones: la más improbable, dada la resistencia ya manifiesta por funcionarios de Brasil, es atravesar la Selva Amazónica; y la otra, recorrer el pie de Los Andes.

## Críticas
El "Expreso del Sur" o Tren del Sur no tuvo el visto bueno de Lula da Silva. Por el mismo motivo se frenó un Gran Gasoducto del Sur.